# Henry Volken
Henry Volken (* 17. April 1925 in Zermatt; † 3. Mai 2000 in Fiesch) war ein Schweizer Jesuit.
Der promovierte Theologe und Soziologe engagierte sich um soziale Fragen und der Mission der Bevölkerung des indischen Subkontinents.

## Kindheit und Jugend
Henry Volken wuchs als drittes von zwölf Kindern auf und verbrachte die ersten sechs Lebensjahre in Zermatt, bis der Vater, ein Arzt, seine Praxis in seinen Heimatort Fiesch verlegte. Nach der Primarschule besuchte Henry Volken zuerst das Kollegium Brig, danach das Gymnasium in St. Maurice.

## Engagement
Nach der Schulzeit trat Henry Volken dem Jesuitenorden bei und entschloss sich früh zum Engagement in Indien. Im Jahr 1948 reiste Pater Volken mit seinen Mitbrüdern Hermann Bacher, Hans Belser, Dominik Zemp und Emil Baumann nach Indien. In Bombay erlernte er die Sprache Marathi.
Am 23. Mai 1956 empfing er seine Priesterweihe in der St. Xaverskirche in Pune.
Ab 1964 wirkte Pater Volken SJ in den Flüchtlingslagern von Assam, in denen rund 170'000 Hindus aus dem Osten Pakistans geflüchtet waren. Nach Aufenthalten in Delhi liess er sich im südindischen Bangalore nieder. Er baute das Indian Social Institute (ISI) auf und leitete es zwölf Jahre lang. Dabei bildete er mit seinem Team hunderte Sozialarbeiter aus.
Nach der Befreiung von 2'000 Leibeigenen im indischen Bundesstaat Orissa 1984 verliess Pater Volken SJ nach 36 Jahren Indien und arbeitete acht Jahre lang als Leiter des Sekretariats für Soziale Gerechtigkeit in der Jesuiten-Ordenszentrale in Rom.
1992 kehrte Pater Volken in seine Schweizer Heimat zurück und wirkte als Pfarrer der deutschsprachigen Pfarrei St. Boniface in Genf. Daneben setzte er sich als Präsident des Komitees für Entwicklungshilfe der Nichtregierungsorganisationen und der Vertreter der Gemeinschaft Christlichen Lebens bei der UNO ein.
An den Folgen eines Hirntumors verstarb er am 3. Mai 2000 im Kreise seiner Verwandten in Fiesch.

## Werke
- Den Armen auf dem Land näherkommen, Henry Volken Memorial Lecture Bangalore, 1979
- Von den Armen auf dem Land lernen; Henry Volken Memorial Lecture Bangalore, 1985